# Eduardo Barrios
Juan Eduardo Barrios Hudtwalcker (Valparaíso, 25 de octubre de 1884-Santiago, 13 de septiembre de 1963) fue un cuentista, dramaturgo y novelista chileno, Premio Nacional de Literatura en 1946.

## Biografía
Fue hijo de Eduardo Barrios Achurra, oficial del ejército chileno que durante la Guerra del Pacífico hizo la campaña de Lima; en Lima en 1882 contrajo matrimonio con la peruana Isabel Hudtwalcker Journy, de ascendencia alemana y francesa. La familia se instaló después del conflicto en Chile, pero debido al temprano fallecimiento de su padre en 1889, su madre regresó con el futuro escritor al hogar de sus abuelos maternos en la capital peruana. 
Allí Barrios cursó sus primeros estudios. Su vida escolar no estuvo exenta de problemas, debido a su condición de hijo de un oficial chileno en los años que siguieron a la guerra, y esto lo hizo vagar por varios establecimientos: Colegio San Pedro, Instituto Alemán-Inglés y en el Sagrados Corazones Recoleta de Lima. No obstante, en sus años de colegial, trabó amistad con los hermanos Francisco y  Ventura García Calderón Rey, hijos del expresidente peruano deportado a Chile durante la guerra, Francisco García Calderón, y quienes años después llegarían a ser también reconocidos escritores.
En 1900 regresó a Chile y por presión de sus abuelos paternos, entró a la Escuela Militar, para la cual recibió una beca por ser hijo de un oficial veterano de guerra, pero no se pudo adaptar y obtuvo su baja antes de egresar. 

Se trataba de seguir una carrera, y esto debía realizarse en mi país. Mis abuelos paternos me impusieron la milicia . Hube de aceptarla, por presión. Fui un cadete distinguido, gocé de todos los privilegios que mis conocimientos, superiores a los exigidos en la Escuela Militar, y mi fortaleza física me conquistaron. Pero mi espíritu no se amoldó al ambiente soldadesco. Y obtuve mi baja.
Eduardo Barrios, en sus memorias Y la vida sigue (1925)

Finalizada su incipiente carrera militar, se dedicó a recorrer en busca de nuevas experiencias y desempeñando variadas actividades: en 1903 regresó a Lima con su madre y tomó parte de una «expedición gomera» (como se conocía en aquel entonces al caucho) a la selva de Perú, de la cual fue uno de los dos únicos sobrevivientes; fue también traficante, artista de circo, buscador de oro, entre otras. 
Al volver a Santiago, en 1909, empezó a trabajar en la Universidad de Chile y de taquígrafo en la Cámara de Diputados.
Ingresó a la Biblioteca Nacional de Chile en 1925, donde pronto fue nombrado conservador de Propiedad Intelectual. En 1927 asumió como ministro de Educación del gobierno de Carlos Ibáñez del Campo, cargo en el que estuvo poco menos de un año. A la caída de Ibáñez, comenzó su etapa de agricultor terrateniente (primero en San José de Maipo; luego administra, desde 1937 hasta 1943 el fundo La Marquesa, entre Melipilla y San Antonio, propiedad de la sucesión de Eliodoro Yáñez) pero no descuidó la actividad literaria y continuó escribiendo en los diarios El Mercurio y La Nación. En 1953 fue incorporado a la Academia Chilena de la Lengua, donde ocupa el sillón n.º8, y designado director de la Biblioteca Nacional, puesto que ocupó hasta su jubilación en 1959.

Recorrí media América. Hice de todo. Fui comerciante, expedicionario a las gomeras en la montaña del Perú; busqué minas en Collahuasi; llevé libros en las salitreras; entregué máquinas, por cuenta de un ingeniero, en una fábrica de hielo de Guayaquil; en Buenos Aires y Montevideo, vendí estufas económicas; viajé entre cómicos y saltimbanquis; y como el atletismo me apasionó un tiempo, hasta me presenté al público, como discípulo de un atleta del circo, levantando pesas.
Eduardo Barrios, en sus memorias Y la vida sigue (1925).

En su última década Eduardo Barrios dejó de escribir. Tuvo cinco hijos: Raúl y Roberto Barrios Passi de su primer matrimonio con su prima Deifilia Passi Barrios —hija de Ricardo Passi García e Isabel Barrios Achurra—, y tres hijas, entre ellas la pintora Gracia Barrios, Premio Nacional de Artes Plásticas 2011, de su segundo matrimonio con la pianista Carmen Rivadeneira Rodríguez (n. 1887). Vivió en sus últimos años en una casa modesta de la avenida de Bilbao de Santiago, siempre rodeado de sus hijos y otros familiares. Murió en Santiago el 13 de septiembre de 1963.

## Vida literaria
Debutó en la literatura en la primera década del siglo XX, con cuentos y obras de teatro. Su primer volumen de relatos fue Del natural (1907), libro que, como su nombre lo indica, está «inspirado en los postulados de Zola y la corriente naturalista». La crítica de la época lo «fustigó su extremada audacia» por aparecer «enraizado en el aspecto más negativo del naturalismo de Zola, el sexo como función absorbente». Verdad es que Barrios ya lo había advertido en el prólogo: «Convéncete, van a tacharte de obscena».
Con su pieza Mercaderes en el tiempo (1910) obtuvo el Premio de Teatro en el concurso que, con motivo del Centenario de la Independencia, convocó el Consejo Superior de Letras y Artes. Después siguieron las comedias Por el decoro (1913) y Lo que niega la vida (1914).
Pero fue al año siguiente cuando se produjo su consagración definitiva como escritor al publicar, en 1915, El niño que enloqueció de amor; al mismo tiempo, se iniciaba como redactor de las revistas Pluma y Lápiz, Pacífico Magazine y Zig-Zag, donde tenía una columna de crítica de teatro. En 1917 se integró al grupo literario de Los Diez.

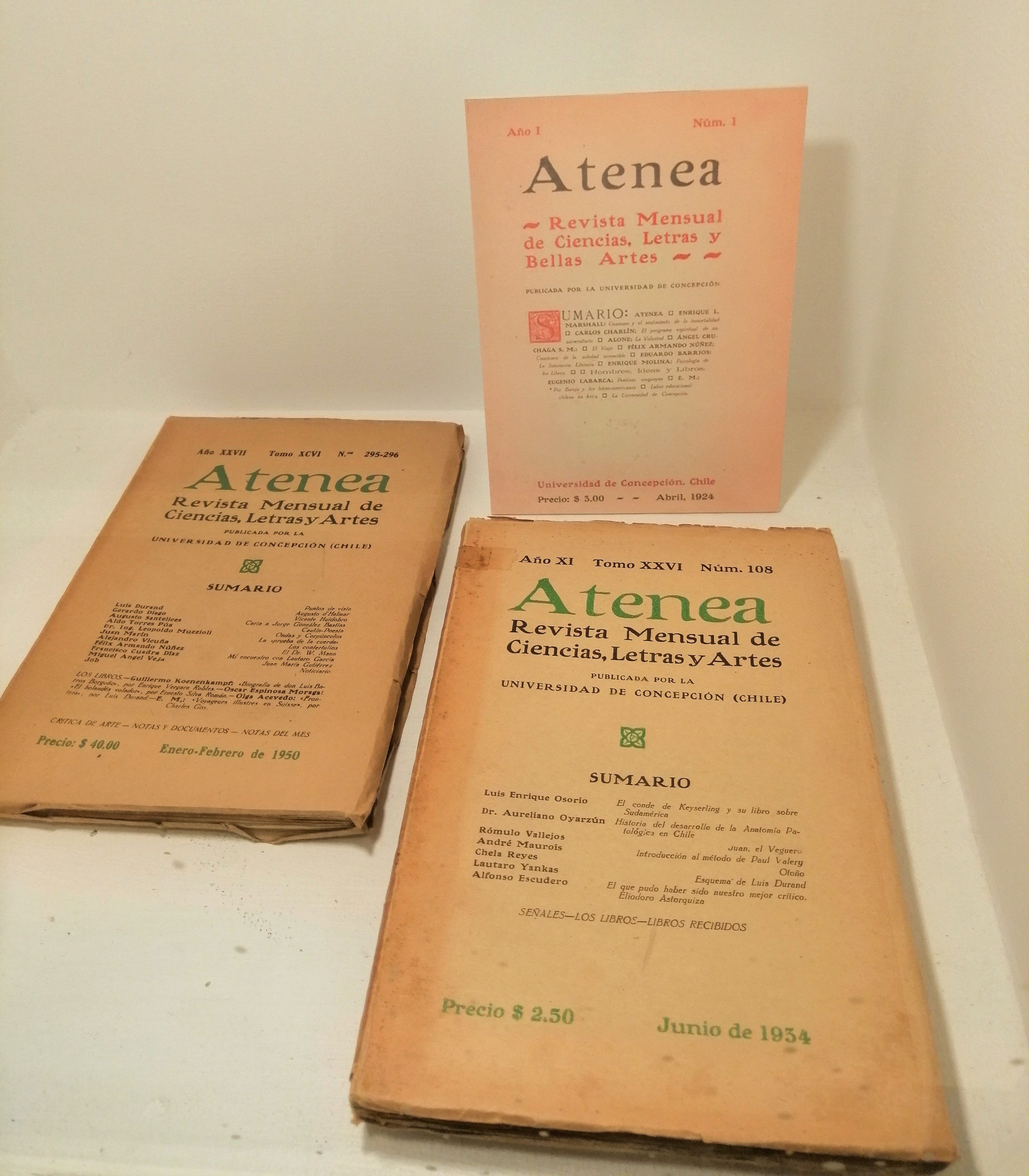
Eduardo Barrios publicó en el primer número de la revista Atenea (1924).

Al año siguiente, en 1918 aparece su novela Un perdido y cuatro años más tarde El hermano asno, considerada como uno de sus mejores libros. Los volúmenes de relatos que le siguieron no tuvieron gran éxito, hasta que publicó, en 1948, Gran señor y rajadiablos, novela de gran éxito comercial. Se editó en Chile, México y Brasil en forma simultánea, alcanzando los 70 mil ejemplares el primer año. Con ella obtuvo al año siguiente el Premio Atenea que otorga la revista homónima de la Universidad de Concepción.
Por otra parte, fue también un gran cronista. Como dice en el prólogo a la recopilación de sus crónicas literarias el profesor estadounidense Joel Hancock, para el escritor «la crónica literaria tenía una función muy importante. Opinaba que el crítico literario tenía la misión de guiar responsablemente al público hacia materiales de lecturas nuevos y merecedores».
Aunque sus obras tienen también rasgos propios del criollismo, su prosa es principalmente modernista y neromántica, según ha anotado el profesor John Walker en su libro Metaphysics and Aesthetics in the Works of Eduardo Barrios (Metafísica y estética en las obras de Eduardo Barrios). Alone, que destacaba la belleza de su estilo como la máxima virtud de Barrios y constataba que escribía «admirablemente, con suavidad, trasparencia, nobleza», señalaba también su lado débil: «su inventiva y su vigor no suben a la misma altura»; «carece de nervio, sus personajes, bien estudiados, bien puestos, no dejan huella durable: algo les falta, animación, espontaneidad; están bien, pero no demasiado bien».
En 1962 la Editorial Zig-Zag sacó sus Obras completas en dos volúmenes, de las que se excluyeron las tres piezas teatrales: las dos citadas anteriormente, más Vivir (1916).
Mantuvo una larga correspondencia con la poetisa Gabriela Mistral, premio Nobel de Literatura, quien era una admiradora de su prosa y llegó a escribir el prólogo de Y la vida sigue. Sobre El hermano asno dijo: «En este libro está, más que en ningún otro de Barrios, la insigne honradez de un escritor que quisiera desnudar el lenguaje hasta su último recurso retórico, hasta la última metáfora, para dejar el sentimiento como en carne viva. Yo he sentido al final de su lectura gotear la piedad de un justo, del que ayer se llamó San Francisco, del que hoy se llama ya analista de cuerpos, ya de almas, médico o escritor; he sentido gotear su piedad en anchas lágrimas de dulzura, y amo este libro no sólo por su valor literario, sino por este escondido y divino valor espiritual. He aquí uno que, contando con la verdad, con toda la verdad, alcanzó también misericordia plena». Gran parte del epistolario entre ambos fue publicado en 1988 por el Centro de Estudios de Literatura Chilena de la Universidad Católica.

«Si la prosa, la buena y bella prosa, fuera la máxima virtud del novelista, Barrios sería sin discusión el primer novelista chileno.»
Alone, La Nación, 27 de abril de 1923.

## Obras

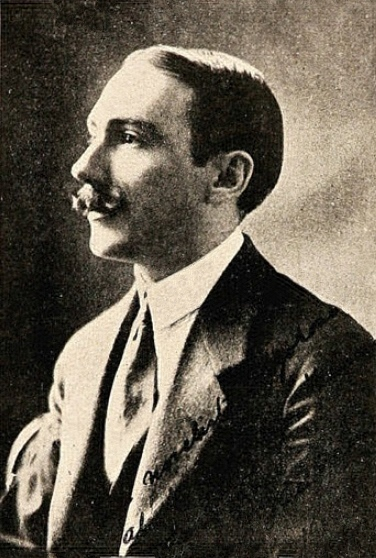
Eduardo Barrios (1914).

- Del natural, cuentos, Imprenta Rafael Bini e Hijos, Iquique, 1907. Contiene cinco textos (un prólogo y cuatro cuentos):
  - «Algo de interés» (prólogo), «Amistad de solteras», «Tirana ley», «Lo que ellos creen y lo que ellas son» y «Celos bienhechores»
- Mercaderes en el templo, drama en cuatro actos, 1910
- Por el decoro, comedia en un acto, 1913
- Lo que niega la vida, comedia en tres actos, 1914
- El niño que enloqueció de amor, novela breve y cuentos; impresa por Heraclio Fernández, Santiago, 1915. Contiene tres textos:
  - «El niño que enloqueció de amor»; «¡Pobre feo!» y «Papá y mamá»
- Vivir, teatro, 1916
- Un perdido, novela, Editorial Chilena, Santiago, 1918
- El hermano asno, novela, Nascimento, Santiago, 1922.
- Páginas de un pobre diablo, cuentos, Nascimento, Santiago, 1923. Contiene cuatro textos:
  - «Páginas de un pobre diablo», «La antipatía», «Como hermanas» y «Canción»
- Y la vida sigue..., con prólogo de Gabriela Mistral; Tor, Buenos Aires, 1925. Contiene seis textos:
  - «Papá y mamá», «¡Pobre feo!», «La antipatía», «Como hermanas», «¡Ante todo, la oficina!» y «También algo de mí»
- Tamarugal, cuentos, 1944. Contiene tres relatos:
  - «Tamarugal», «Santo remedio» y «Camanchaca»
- Gran señor y rajadiablos, novela, 1948
- Los hombres del hombre, novela, 1950
- Obras completas, dos volúmenes.; Editorial Zig-Zag, Santiago, 1962. Contiene:
  - v.1. Cuentos: «Como hermanas», «Lo que ellos creen y lo que ellas son», «Celos bienhechores», «¡Pobre feo!», «La antipatía», «Santo remedio» y «Camanchaca». Novelas cortas: «Tirana ley», «El niño que enloqueció de amor», «Páginas de un pobre diablo» y «Canción». Novelas: «Un perdido»; v.2. «El hermano asno», «Tamarugal», «Gran señor y rajadiablos» y «Los hombres del hombre»
- Epistolario de Gabriela Mistral y Eduardo Barrios, Centro de Estudios de Literatura Chilena, Instituto de Letras, Pontificia Universidad Católica de Chile, 1988
- Crónicas literarias de Eduardo Barrios, prólogo y selección del profesor estadounidense Joel Hancock; Ediciones Universitarias de Valparaíso, 2004

## Premios y reconocimientos
- Premio de Teatro 1910 en el Centenario de la Independencia por Mercaderes en el tiempo (Consejo Superior de Letras y Artes)
- Premio Nacional de Literatura 1946
- Premio Atenea 1949 por Gran señor y rajadiablos